# تلون الحيوانات

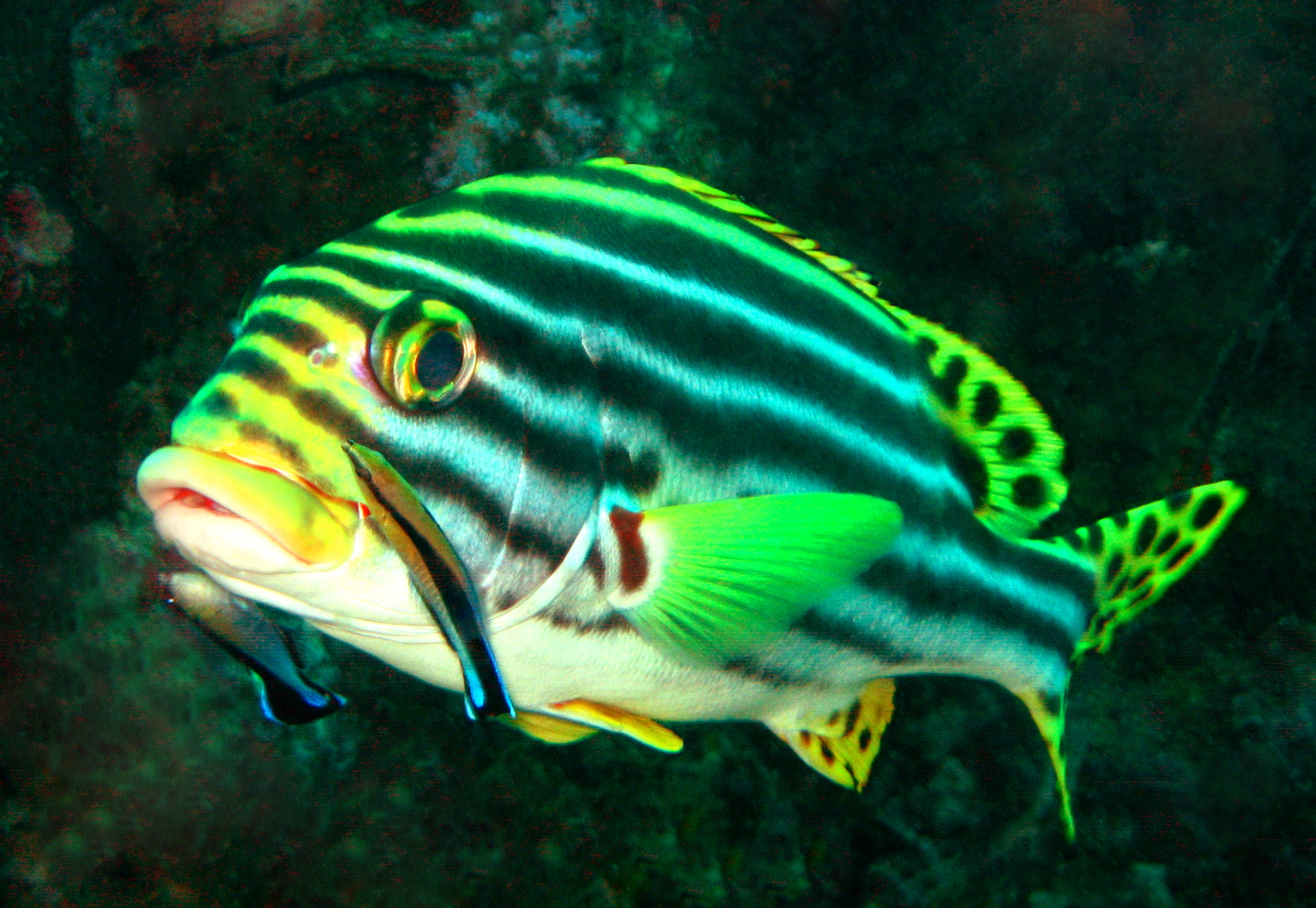
تنتظر سمكة شفاه شرقية زاهية الألوان (Plectorhinchus vittatus) بصبر بينما تقوم سمكتان تنظيف شعريتان ذواتي الزخارف البارزة (Labroides dimidiatus) بانتقاء الطفيليات من جلدها. إن بقع ذيلها وزعانفها تشير إلى بلوغها النضج الجنسي، بينما تعكس تصرفات وشكل سمكتي التنظيف مدى استعدادهما لتقديم خدمة تنظيف، لا أن تكونا فريسة.

تلون الحيوان هو المظهر العام للحيوان الناتج عن انعكاس أو انبعاث الضوء من أسطحه. بعض الحيوانات ذات ألوان زاهية، بينما يصعب تمييز أخرى. وفي بعض الأنواع، مثل الطاووس، يكون الذكر ذا أنماط قوية وألوان ملفتة وله بريق قزحي، بينما تكون الأنثى أقل بروزًا بكثير.
هناك عدة أسباب منفصلة لتطور ألوان الحيوانات. التخفي يساعد الحيوان على البقاء مختفيًا عن الأنظار. تستخدم الحيوانات الألوان للترويج لخدمات مثل التنظيف للحيوانات من الأنواع الأخرى؛ لإبراز حالتها التناسلية لأعضاء آخرين من نفس النوع؛ وفي التنكر، للاستفادة من التحذير اللوني لنوع آخر. تستخدم بعض الحيوانات ومضات الألوان لصرف الهجمات عن طريق إخافة الحيوانات المفترسة. قد تستخدم الحمير الوحشية "التعمية الحركية"، حيث تشتت هجوم المفترس بحركة نمط جريء بسرعة. يتم تلوين بعض الحيوانات للحماية الفيزيائية، مع وجود أصباغ في الجلد لحمايتها من حروق الشمس، بينما يمكن لبعض الضفادع أن تفتيح أو تغمق جلدها لـ تنظيم درجة الحرارة. أخيرًا، يمكن تلوين الحيوانات بطريقة غير مقصودة. على سبيل المثال، الدم أحمر لأن صبغة الهيموجلوبين اللازمة لحمل الأكسجين حمراء. يمكن للحيوانات الملونة بهذه الطرق أن تحتوي على أنماط طبيعية مذهلة.
تنتج الحيوانات الألوان بطرق مباشرة وغير مباشرة. يحدث الإنتاج المباشر من خلال وجود خلايا ملونة مرئية تُعرف باسم الخِضاب وهي عبارة عن جزيئات من مادة ملونة مثل النمش. ويحدث الإنتاج غير المباشر بفضل خلايا معروفة باسم الخلايا الصبغية وهي خلايا تحتوي على صبغة مثل بصيلات الشعر. ويمكن أن يتغير توزيع جزيئات الصبغة في الخلايا الصبغية تحت سيطرة الهرمونات أو النواقل العصبية. ولقد ثبت أنه بالنسبة للأسماك، يمكن أن تستجيب الخلايا الصبغية مباشرة للمؤثرات البيئية مثل الضوء المرئي والإشعاع فوق البنفسجي ودرجة الحرارة والأس الهيدروجيني والمواد الكيميائية وما إلى ذلك. يساعد تغيير اللون الأفراد على أن يصبحوا أكثر أو أقل وضوحًا، وهو أمر مهم في عروض النزاع وفي التمويه. تمتلك بعض الحيوانات، بما في ذلك العديد من الفراشات والطيور، بنى مجهرية في القشور أو الشعيرات أو الريش مما يمنحها ألوانًا قزحية مذهلة. ويمكن لحيوانات أخرى، بما في ذلك الحبار وبعض الأسماك التي تعيش في أعماق البحار، أن تنتج الضوء بألوان مختلفة. وغالبًا ما تستخدم الحيوانات اثنين أو أكثر من هذه الآليات معًا لإنتاج الألوان والتأثيرات التي تحتاجها.

## تاريخه
لفت تلوين الحيوانات الأنظار وأثار اهتمام الباحثين في مجال البيولوجيا لعدة قرون. في العصر الكلاسيكي، سجل أرسطو قدرة الأخطبوط على تغيير لونه ليصبح متناسقًا مع خلفيته، وذلك عند شعوره بالقلق.

وصف روبرت هوك في كتابه الفحص المجهري (Micrographia) الصادر عام 1665 الألوان "الرائعة" (الهيكلية، وليس الصبغية) لريش الطاووس:
تظهر أجزاء ريش هذا الطائر المجيد، من خلال المجهر، لا تقل روعة عن الريش كله؛ لأنه بالنسبة للعين المجردة، من الواضح أن جذع أو ريشة كل ريشة في الذيل ترسل عددًا كبيرًا من الفروع الجانبية،... لذلك يظهر كل خيط من تلك الخيوط في المجهر جسمًا طويلًا كبيرًا، يتكون من عدد كبير من الأجزاء العاكسة اللامعة.
... يبدو لي أن جوانبها العلوية تتكون من عدد كبير من الأجسام الرفيعة المطلية، والتي تكون رقيقة للغاية ومتقاربة جدًا، وبالتالي، مثل صدف عرق اللؤلؤ، لا تعكس فقط ضوءًا قويًا للغاية، بل تلون ذلك الضوء بطريقة غريبة للغاية؛ وبفضل المواضع المختلفة، فيما يتعلق بالضوء، فإنها تعكس الآن لونًا واحدًا، ثم لونًا آخر، وأكثرها حيوية. الآن، أن هذه الألوان هي مجرد ألوان خيالية، أي تلك التي تنشأ مباشرة من انكسارات الضوء، اكتشفت ذلك من خلال هذا، أن الماء الذي يبلل هذه الأجزاء الملونة يدمر ألوانها، والتي يبدو أنها تنبع من تغيير الانعكاس والانكسار.

ــــ روبرت هوك
وفقًا لنظرية تشارلز داروين لعام 1859 حول الانتقاء الطبيعي، فإن سمات مثل التلوين تطورت من خلال منح الحيوانات الفردية ميزة إنجابية. على سبيل المثال، الأفراد الذين يتمتعون بتمويه أفضل قليلاً من غيرهم من نفس النوع سيكون لديهم في المتوسط عدد أكبر من النسل. كتب داروين في كتابه "أصل الأنواع":
عندما نرى الحشرات آكلة الأوراق خضراء، والمتغذية باللحاء رمادية متبقعة ؛ طائر ترمجان الصخر أبيض في الشتاء، طائر طيهوج أحمر لونًا مثل الزَّرْعُوب، وطائر طيهوج أسود لون تربة الخث، يجب أن نعتقد أن هذه الصبغات مفيدة لهذه الطيور والحشرات في حمايتها من الخطر. تتكاثر طيور الغرن، إذا لم يتم تدميرها في مرحلة ما من حياتها، بأعداد لا حصر لها ؛ ومن المعروف أنها تعاني إلى حد كبير من الطيور الجارحة ؛ وتسترشد الصقور بالبصر إلى فريستها، لدرجة أنه في أجزاء من القارة يتم تحذير الأشخاص من عدم الاحتفاظ بالحمام الأبيض، حيث إنه الأكثر عرضة للدمار. ومن ثم لا أرى أي سبب للشك في أن الانتقاء الطبيعي قد يكون أكثر فعالية في إعطاء اللون المناسب لكل نوع من طيور الغرن، وفي الحفاظ على هذا اللون، بمجرد اكتسابه، صحيحًا وثابتًا.

ـــــ تشارلز داروين
كتاب هنري والتر بيتس "عالم الطبيعة على نهر الأمازون" الصادر عام 1863 يصف دراساته الواسعة للحشرات في حوض الأمازون، وخاصة الفراشات. اكتشف أن الفراشات المتشابهة على ما يبدو غالبًا تنتمي إلى عائلات مختلفة، حيث تحاكي أنواع غير ضارة أنواعًا سامة أو ذات طعم مر للتقليل من فرصة مهاجمتها من قبل حيوان مفترس، في العملية التي يطلق عليها الآن، محاكاة باتيسيان.

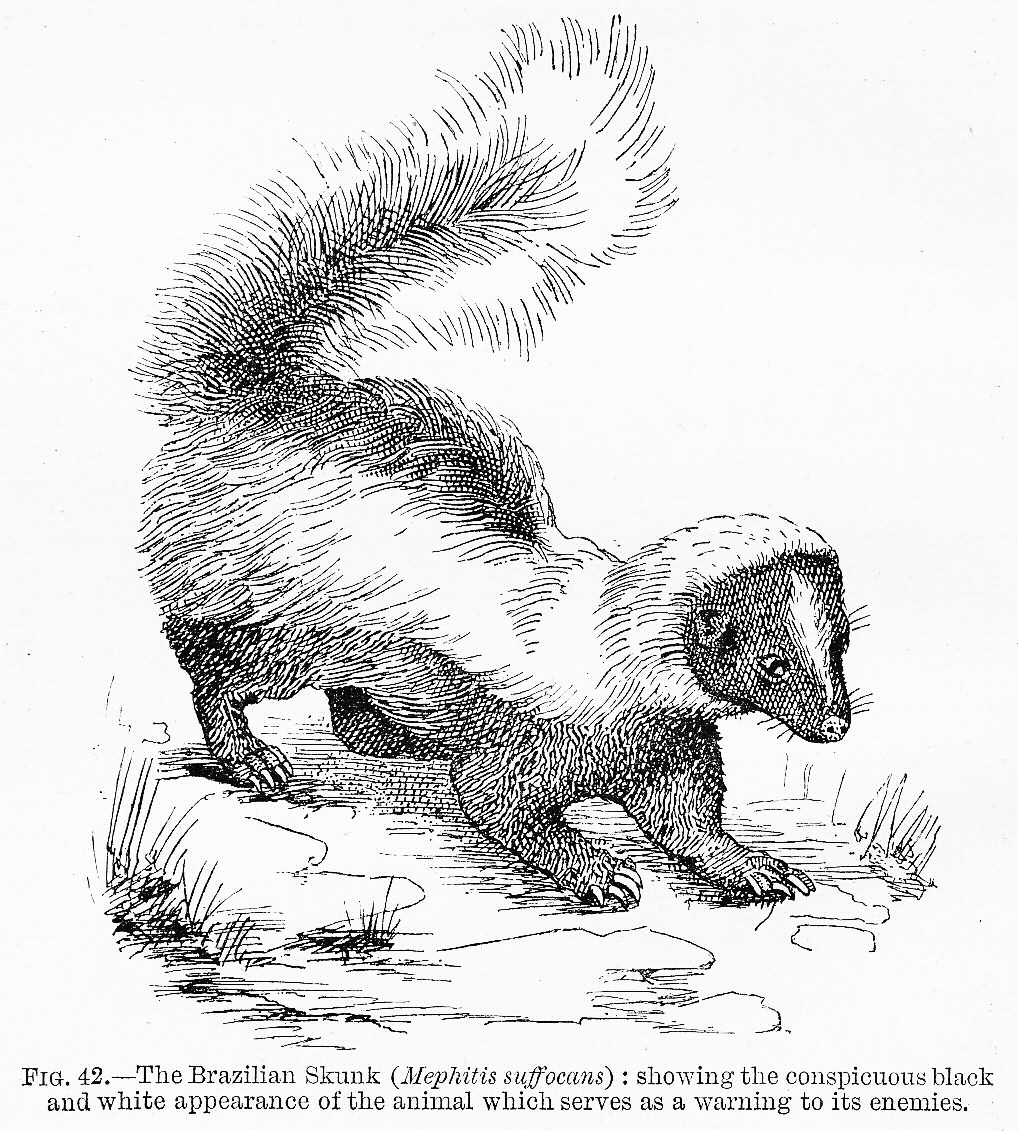
التلوين التحذيري للظربان في كتاب إدوارد باغنال بولتون "ألوان الحيوانات، معناها واستخداماتها" لعام 1890.

كتاب إدوارد باجنال بولتون الذي نُشر عام 1890 بعنوان "ألوان الحيوانات، معناها واستخداماتها، ولا سيما في حالة الحشرات" والذي كان داعما بقوة لنظرية داروين، تناول ثلاثة جوانب من تلوين الحيوانات مقبولة على نطاق واسع اليوم ولكنها كانت مثيرة للجدل أو جديدة تماما في ذلك الوقت. دعم الكتاب بشدة نظرية داروين في الانتقاء الجنسي، معتبرا أن الاختلافات الواضحة بين الذكور والإناث من الطيور مثل طائر "طاووس أرغوس" يتم اختيارها من قبل الإناث، مشيرا إلى أن ريش الذكور الزاهي لا يوجد إلا في الأنواع التي "تتودد خلال النهار". قدم الكتاب مفهوم الانتقاء المعتمد على التردد، كما هو الحال عندما يكون المقلدون من الأنواع الصالحة للأكل أقل شيوعا من النماذج غير المستساغة التي يقلدون ألوانها وأنماطها. كما صاغ بولتون في الكتاب مصطلح "تحذير لوني (Aposematism)" للتلوين التحذيري، الذي حدده في مجموعات حيوانية متباينة للغاية بما في ذلك الثدييات (مثل الظربان) والنحل والدبابير والخنافس والفراشات.
كتاب فرانك إيفرز بيدارد الصادر عام 1892 بعنوان "تلوين الحيوانات"، أقر بوجود الانتقاء الطبيعي لكنه فحص تطبيقه على التمويه والتقليد والانتقاء الجنسي بشكل نقدي للغاية. وقد تعرض الكتاب بدوره لانتقادات شديدة من بولتون.
كتاب أبوت هاندرسون ثاير "التلوين التخفي في مملكة الحيوان" (1909)، أكد الكتاب بشكل صحيح على انتشار التخفي بين الحيوانات، وقدم وصفًا وتفسيرًا لأول مرة لظاهرة تعاكس الظلال. إلا أن المؤلفين ثاير وأبنه بالغَا في طرحهما، حيث زعموا أن التمويه هو الغرض الوحيد لتلوين الحيوانات، حتى إن ادعيا أن الريش الوردي الزاهي للطيور مثل طائر النحام أو طائر ابو ملعقة الوردي هو تمويه - ضد سماء الغروب أو الفجر التي تصير وردية لفترة وجيزة. أدى ذلك إلى سخرية النقاد، ومنهم الرئيس الأمريكي السابق ثيودور روزفلت الذي قال إن الكتاب "دفع - مبدأ - التمويه إلى هذا الحد الأقصى الخيالي وإلى إدراج مثل هذه السخافات الجامحة التي تستدعي تطبيق الحس السليم عليها."

كتاب هيو بامفورد كوت "التلوين التكيفي في الحيوانات" (1940)، وصف المؤلف من 500 صفحة، بشكل منهجي مبادئ التمويه والتقليد على أساس مئات الأمثلة وأكثر من مئة صورة ورسومات المؤلف الفنية الدقيقة، بالإضافة إلى 27 صفحة من المراجع. ركز كوت بشكل خاص على "التباين المعطل الأقصى"، وهو نوع التنميط المستخدم في التمويه العسكري مثل نمط التمويه التخريبي (DPM). ووصف كوت فعلاً تطبيقات هذا النوع من التمويه:
"إن الغرض من التنميط المعطل هو تقسيم سطح مستمر إلى ما يبدو أنه سطوح متقطعة... تتناقض مع شكل الجسم الذي ترتكز عليه."

ــــ هيو كوت
لعب تلوين الحيوانات دورًا مهمًا في توفير أدلة مبكرة على نظرية التطور عن طريق الانتقاء الطبيعي، في وقت لم يكن فيه سوى القليل من الأدلة المباشرة متاحة.

## الأسباب التطورية لتلوين الحيوانات

### التمويه

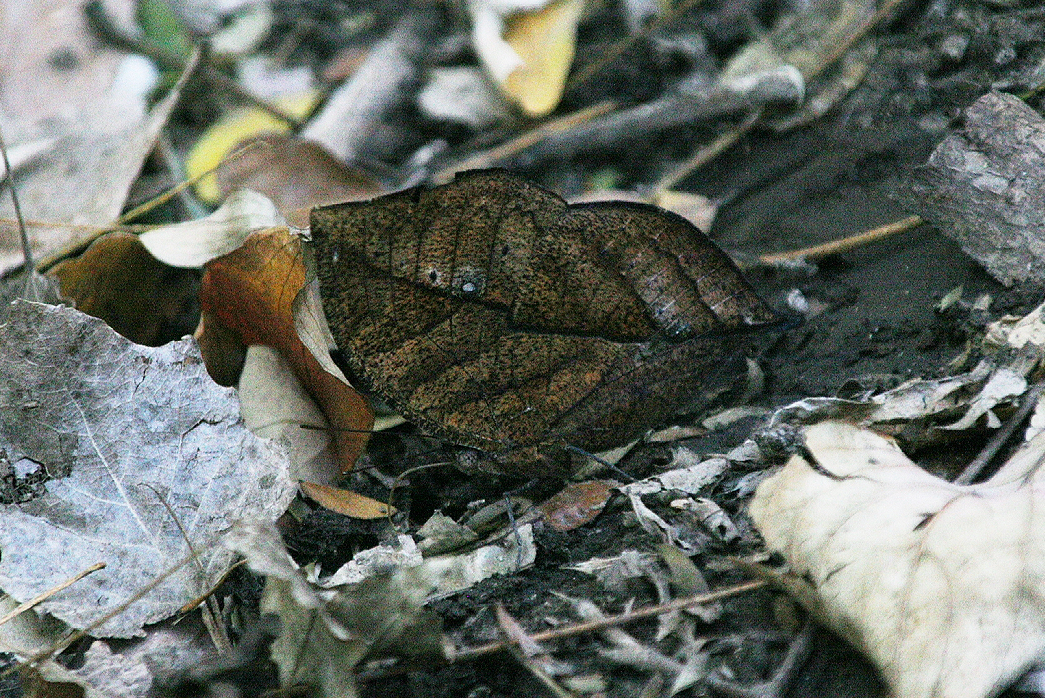

أحد رواد البحث في تلوين الحيوانات، إدوارد باجنال بولتون، صنف أشكال التلوين الواقي بطريقة لا تزال مفيدة حتى اليوم. وقد وصف: التشابه الواقي؛ التشابه العدواني؛ الحماية الطارئة؛ والتشابه الواقي المتغير. سيتم تناول هذه الأمور بدورها أدناه.

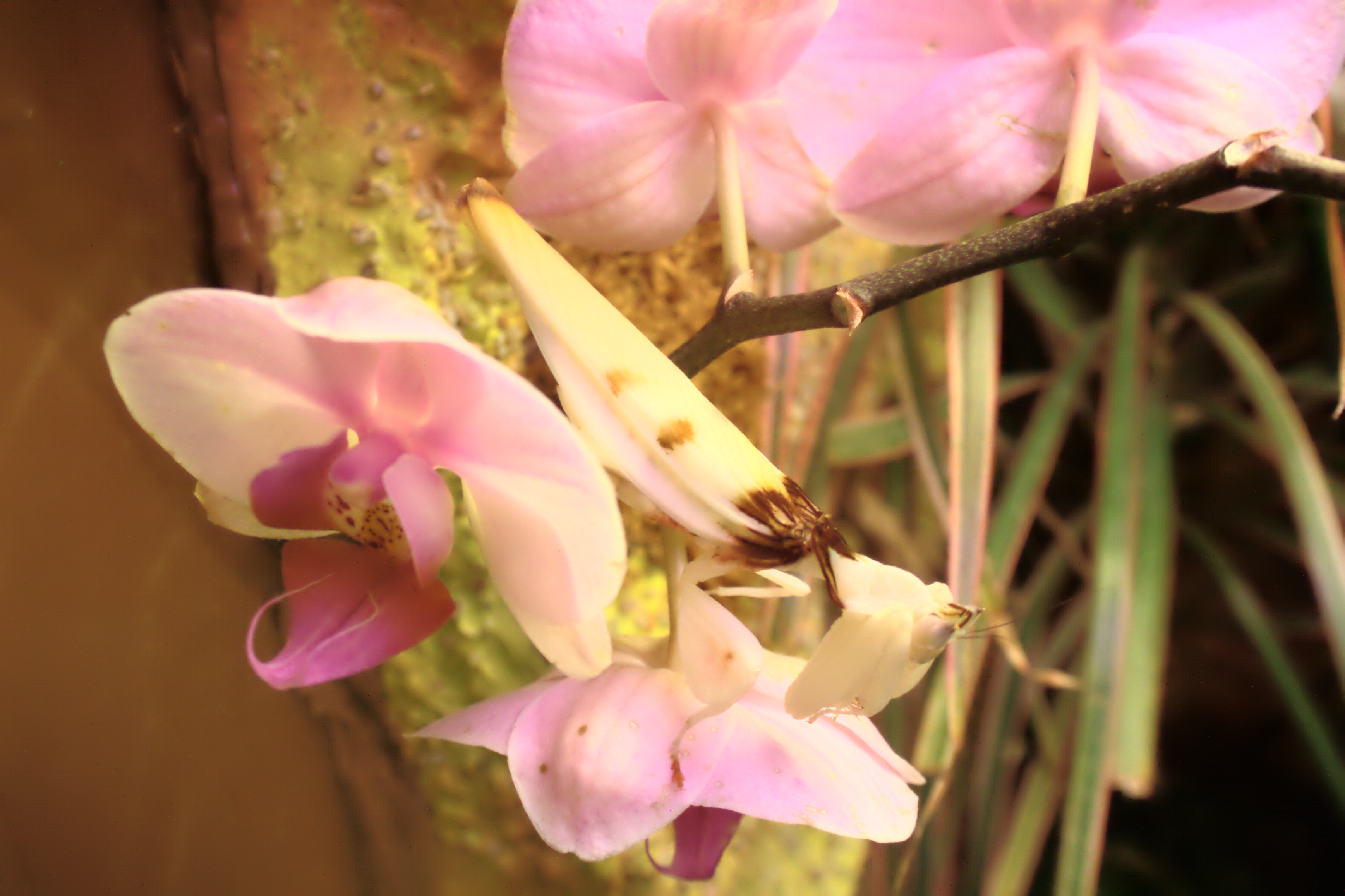
فرس النبي الزهرة، Hymenopus coronatus، يستخدم نوعًا خاصًا من التمويه يُسمى التشابه العدواني

- التشابه الواقي: تستخدمه الفريسة لتجنب الافتراس. ويشمل التشابه الواقي الخاص، الذي يُسمى الآن المحاكاة، حيث يبدو الحيوان بأكمله وكأنه جسم آخر، على سبيل المثال عندما يشبه اليرقة غصنًا أو فضلات طائر. وفي التشابه الواقي العام، الذي يُسمى الآن التخفي، يمتزج نسيج الحيوان مع الخلفية، على سبيل المثال عندما يمتزج لون ونمط فراشة مع لحاء الشجرة.[17]
- التشابه العدواني: يستخدمه الحيوان المفترس أو الطفيلي لإغواء أو جذب فريسة غير شاك. في التشابه العدواني الخاص، يشبه الحيوان شيئًا آخر، ويجذب الفريسة أو العائل للاقتراب، على سبيل المثال عندما يشبه فرس النبي الزهرة نوعًا معينًا من الزهور، مثل السحلبية. في التشابه العدواني العام، يمتزج المفترس أو الطفيلي مع الخلفية، على سبيل المثال عندما يكون من الصعب رؤية النمر في العشب الطويل.
- الحماية العرضية: يستخدم الحيوان مواد مثل الأغصان والرمال وقطع الصدف لإخفاء ملامحه، على سبيل المثال عندما تبني يرقات ذباب القمص غلافًا مزينًا، أو عندما يزين سرطان الديكور ظهره بأعشاب البحر والإسفنج والحجارة.
- التشابه الوقائي المتغير: يقوم حيوان مثل الحرباء أو السمك البلطي أو الحبار أو الأخطبوط بتغيير نمط ولون جلده باستخدام خلايا خاصة تسمى الكروماتوفورات لتشبه أي خلفية يستقر عليها حاليًا (وكذلك للإشارات).

الآليات الرئيسية لإنشاء التشابهات التي وصفها بولتون - سواء في الطبيعة أو في التطبيقات العسكرية - وهي التمويه وهو دمج الحيوان بالخلفية ليصبح يصعب رؤيته (يشمل هذا كلاً من التشابه الخاص والعام)، التنميط التشويشي حيث يتم استخدام اللون والنقش لتقطيع مخطط الحيوان، ويرتبط بشكل رئيسي بالتشابه العام، التقليد وهو التشابه بأشياء أخرى لا تهم المراقب بشكل خاص، ويرتبط بالتشابه الخاص، التظليل المضاد وهو استخدام تدرجات اللون لخلق وهم المسطح، ويرتبط بشكل رئيسي بالتشابه العام والاستضاءة المضادة وهي إنتاج الضوء لمطابقة الخلفية، خاصة في بعض أنواع الحبار.
وصف التظليل المضاد لأول مرة الفنان الأمريكي أبوت هندرسون ثاير، رائد نظرية تلوين الحيوانات. لاحظ ثاير أن الفنان يأخذ قماشًا مسطحًا ويستخدم طلاءًا ملونًا لخلق وهم الصلابة عن طريق طلاء الظلال، بينما غالبًا ما تكون الحيوانات مثل الغزلان أغمق على ظهورها، وتصبح أفتح باتجاه البطن، ما يخلق (كما لاحظ عالم الحيوان هيو كوت) وهم المسطح، وعند وجود خلفية متطابقة، يخلق وهم الاختفاء. ملاحظة ثاير "ترسم الطبيعة الحيوانات بألوان أغمق على الأجزاء التي تميل إلى أن تضيئها سماء أكثر، والعكس صحيح" تسمى قانون ثاير.

### الإشارات (التواصل)

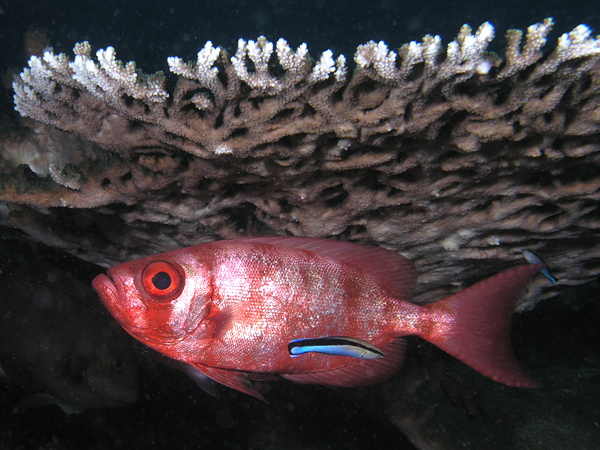
تنقل سمكة المنظفة إشارات عن خدمات التنظيف الخاصة بها إلى سمكة كبيرات العيون.

يلعب اللون دورًا مهمًا في التواصل الإشاري بين حيوانات متنوعة جدًا، مثل الطيور والروبيان. وتشمل الإشارات ثلاث وظائف أساسية على الأقل:
- الترويج: للإشارة إلى قدرة أو خدمة لحيوانات أخرى، سواء من نفس النوع أو غيره.
- الاختيار الجنسي: حيث يختار أفراد أحد الجنسين التزاوج مع أفراد ذوي ألوان مناسبة من الجنس الآخر، مما يدفع إلى تطور مثل هذه الألوان.
- التحذير: للإشارة إلى أن الحيوان ضار، على سبيل المثال أنه يمكنه اللدغ، أو أنه سام، أو ذو طعم مر. وقد تحاكى الإشارات التحذيرية بصدق أو بشكل خادع.

#### السلوك الإعلاني عند الحيوانات

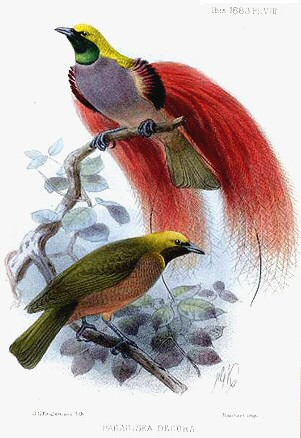
يعرض طائر جنة غولدي الذكر ريشه المبهرجة على أنثى.

يمكن أن تشير الوان الحيوانات إلى الخدمات التي تقدمها لبعضها البعض. يمكن أن تكون هذه الخدمات لنفس النوع، كما في الاختيار الجنسي، أو لأنواع مختلفة، كما في التعايش التنظيفي. قد تفهم العديد من الأنواع المختلفة الإشارات التي غالبًا ما تجمع بين اللون والحركة. على سبيل المثال، تزور أنواع مختلفة من الأسماك، وحتى الزواحف مثل سلاحف منقار الصقر، محطات تنظيف الجمبري المرقط ذي الشعيرات الخشنة Stenopus hispidus.

#### الانتقاء الجنسي
لقد لاحظ داروين أن ذكور بعض الأنواع، مثل طيور الجنة، تختلف تمامًا عن الإناث.
وقد شرح داروين هذه الاختلافات بين الذكور والإناث في نظريته حول الانتقاء الجنسي في كتابه "أصل الإنسان". بمجرد أن تبدأ الإناث باختيار الذكور وفقًا لسمة معينة، مثل ذيل طويل أو قمة ملونة، يتم تسليط الضوء على هذه السمة بشكل أكبر لدى الذكور. في النهاية، سيتمتع جميع الذكور بالخصائص التي تختارها الإناث جنسيًا، حيث لن يتكاثر إلا هؤلاء الذكور. هذه الآلية قوية بما يكفي لإنشاء ميزات ضارة للغاية للذكور بطرق أخرى. على سبيل المثال، يمتلك بعض ذكور طيور الجنة ريشات مجدول من الأجنحة أو الذيل طويلة جدًا لدرجة أنها تعيق الطيران، بينما قد تجعل ألوانها الزاهية الذكور أكثر عرضة للفترس. وفي الحالات القصوى، قد يؤدي الانتقاء الجنسي إلى انقراض الأنواع، كما جادل البعض بالنسبة للقرون الضخمة لإلك الأيرلندي الذكر، والتي ربما تكون قد جعلت من الصعب على الذكور البالغين التحرك والتغذية.

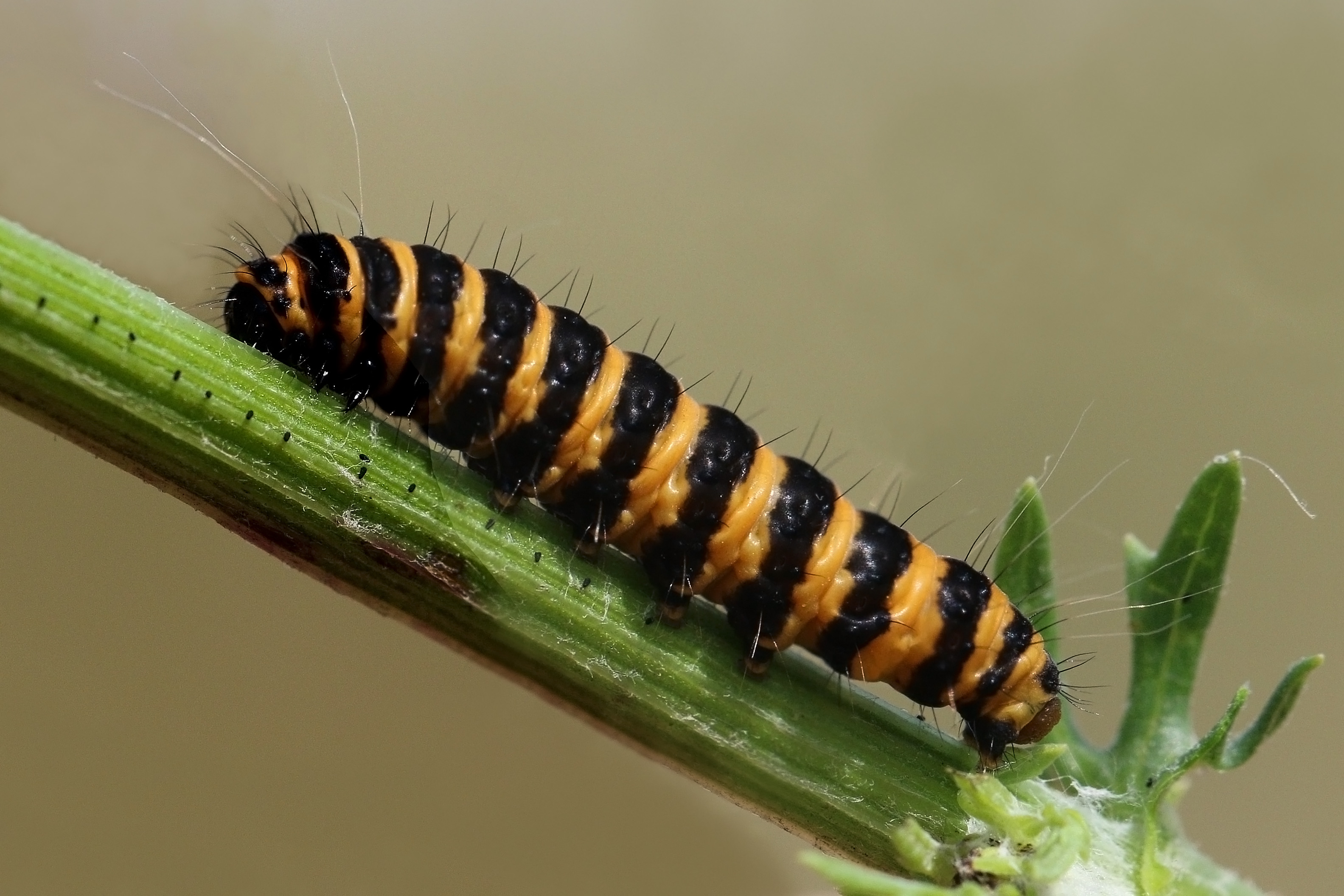
تتجنب بعض الطيور الألوان التحذيرية السوداء والصفراء ليرقة فراشة الزئبق الأحمر، Tyria jacobaeae.

كما توجد أشكال مختلفة ممكنة من الانتقاء الجنسي، بما في ذلك التنافس بين الذكور، واختيار الذكور للإناث.

#### التحذير عند الحيوانات
التلوين التحذيري هو بمثابة "نقيض" التمويه بشكل فعال، وحالة خاصة للإعلان. تتمثل وظيفته في جعل الحيوان، على سبيل المثال دبور أو ثعبان مرجاني، ملفتًا للانتباه بشكل كبير للحيوانات المفترسة المحتملة، بحيث يتم ملاحظته وتذكره ثم تجنبه. كما يلاحظ بيتر فوربس، "تستخدم علامات التحذير البشرية نفس الألوان - الأحمر والأصفر والأسود والأبيض - التي تستخدمها الطبيعة للإعلان عن الحيوانات الخطرة." تعمل الألوان التحذيرية عن طريق ارتباطها لدى الحيوانات المفترسة المحتملة مع شيء يجعل الحيوان ذو اللون التحذيري غير سارة أو خطيرًا. يمكن تحقيق ذلك بعدة طرق، من خلال أن تكون مزيجًا من أي مما يلي:
- بغيضة المذاق: على سبيل المثال، يرقات وشرانق وبالغون فراشة الزئبق الأحمر، وفراشة الملك، وفراشة الكرز المتغيرة، لديها مواد كيميائية ذات مذاق مر في دمها. يحتوي فراشة الملك الواحدة على ما يكفي من سم حيوي مشابه للديجيتالين لقتل قطة، بينما يؤدي مستخلص فراشة الملك إلى تقيؤ زرزور أوروبي.[24]
- ذات رائحة كريهة: على سبيل المثال، يمكن للظربان رش سائل ذو رائحة قوية تدوم طويلاً.
- عدوانية وقادرة على الدفاع عن نفسها: على سبيل المثال، غرير العسل.
- سامة: على سبيل المثال، يمكن للدبور أن يلدغ بشكل مؤلم، بينما يمكن لثعابين مثل الأفعى أو ثعبان المرجان أن تلدغ لدغة مميتة.

يمكن أن ينجح التلوين التحذيري إما من خلال السلوك الفطري لدى الحيوانات المفترسة المحتملة، أو من خلال تجنب متعلم. يمكن لأي من الأمرين أن يؤدي إلى أشكال مختلفة من التقليد. تُظهر التجارب أن التجنب يتم تعلمه لدى الطيور والثدييات والسحالي والبرمائيات، ولكن لدى بعض الطيور مثل القرقف الكبير تجنب فطري لألوان وأنماط معينة مثل الخطوط السوداء والصفراء.

### التنكر

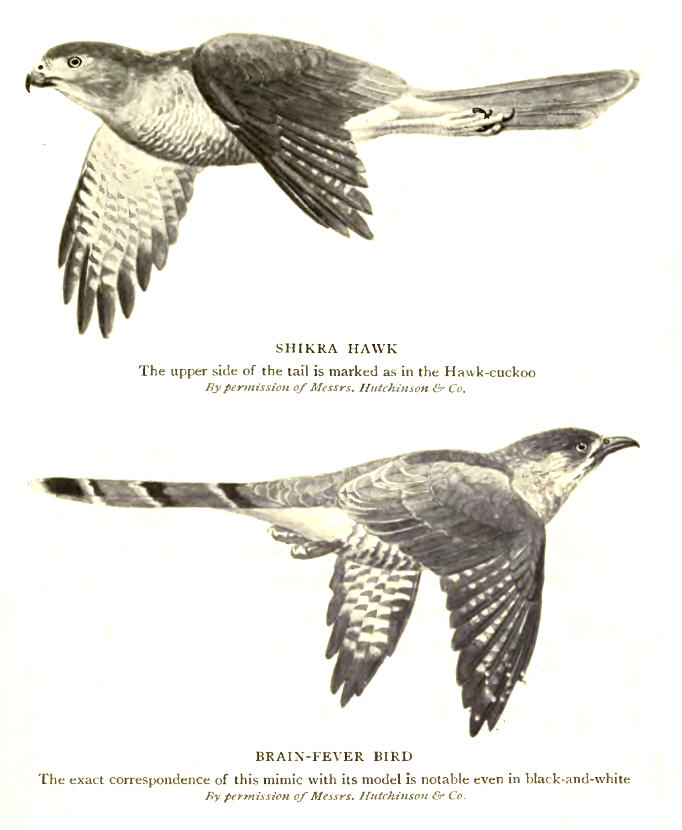
يشبه طائر الوقواق الصقري الهندي (Common Hawk-Cuckoo) طائر الباشق الشكرا (Shikra) وهو طائر جارح مفترس، مما يمنح الوقواق وقتًا كافيًا لوضع بيضه في عش طائرٍ مُغرِّد دون أن يُلاحظ.

التنكر (Mimicry) هو ظاهرة يتشابه فيها أحد أنواع الحيوانات مع نوع آخر بشكل وثيق بما يكفي لخداع الحيوانات المفترسة. ولتطور هذا التشابه، يجب أن يكون للنوع "المُشابه إليه" ألوان تحذيرية، لأن الظهور وكأنك ذو طعم مر أو خطير يمنح الانتقاء الطبيعي شيئًا للعمل عليه. بمجرد حصول نوع ما على تشابه بسيط، عشوائي، مع نوع ذي ألوان تحذيرية، يمكن للانتقاء الطبيعي دفع ألوانه وأنماطه نحو تشابه أكثر اكتمالًا.
هناك العديد من الآليات المحتملة، وأشهرها:
- محاكاة باتيسيان: حيث يتشابه نوع صالح للأكل مع نوع كريه الطعم أو خطير. وهذا أكثر شيوعًا بين الحشرات مثل الفراشات. ومن الأمثلة المألوفة التشابه بين السرفات (غير اللادغة) والنحل.
- محاكاة موللر: حيث يتشابه نوعان أو أكثر من أنواع الحيوانات الكريهة أو الخطيرة مع بعضها البعض. وهذا أكثر شيوعًا بين الحشرات مثل الدبابير والنحل (غشائيات الأجنحة).

وصف هنري والتر بيتس عالم الطبيعة الرائد التشابه الباتيسياني لأول مرة. عندما يقترب الفريسة الصالحة للأكل، ولو بشكل طفيف، من حيوان كريه، يفضل الانتقاء الطبيعي الأفراد الذين يشبهون النوع الكريه بشكل أفضل ولو قليلاً. وذلك لأن درجة صغيرة من الحماية تقلل الافتراس وتزيد فرص بقاء وتكاثر المحاكي الفردي. على سبيل المثال، العديد من أنواع الذبابات الطائرة سوداء اللون وصفراء مثل النحل، وبالتالي تتجنبها الطيور (والناس).
وصف محاكاة موللر لأول مرة عالم الطبيعة الرائد فريتز مولر. عندما يشبه حيوان غير مستساغ حيوانًا غير مستساغ أكثر شيوعًا، يفضل الاختيار الطبيعي الأفراد الذين يشبهون الهدف بشكل أفضل ولو بصورة طفيفة. على سبيل المثال، العديد من أنواع الزنابير والدبابير اللاذعة لها نفس اللون الأسود والأصفر. كان تفسير مولر لآلية ذلك أحد أول استخدامات الرياضيات في علم الأحياء. لقد جادل بأن المفترس، مثل الطائر الصغير، يجب أن يهاجم حشرة واحدة على الأقل، على سبيل المثال، دبورًا، ليتعلم أن اللونين الأسود والأصفر يعنيان حشرة لاذعة. إذا كانت النحل ملونة بشكل مختلف، فسيتعين على الطائر الصغير مهاجمة أحدها أيضًا. ولكن عندما تشبه النحل والدبابير بعضها البعض، فإن الطائر الصغير يحتاج فقط إلى مهاجمة واحد من المجموعة بأكملها ليتعلم تجنب جميعها. لذلك، يتم مهاجمة عدد أقل من النحل إذا كانوا يقلدون الدبابير؛ وينطبق الشيء نفسه على الدبابير التي تقلد النحل. والنتيجة هي تشابه متبادل للحماية المتبادلة.

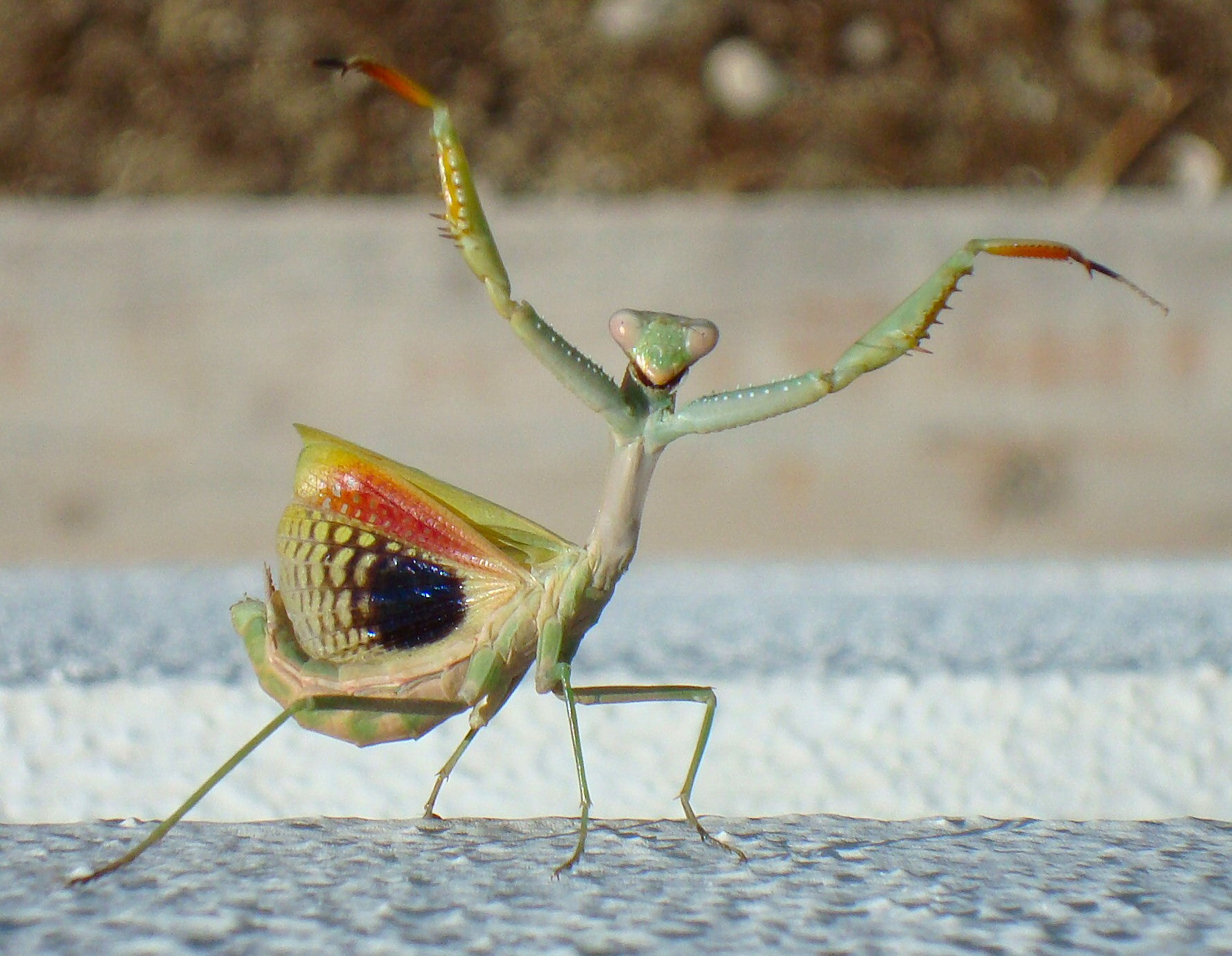
فرس النبي في وضعية التهديد يُظهر بقعًا ملونة واضحة لإخافة الحيوانات المفترسة المحتملة. هذا ليس تلوينًا تحذيريًا لأن الحشرة مستساغة.

### التشتيت

#### الإخافة
لدى بعض الحيوانات كالعديد من العثة والسرعوف والجندب مخزون من سلوكيات التهديد أو الإخافة، مثل إبراز عيون مميزة بشكل مفاجئ أو بقع بألوان شديدة التباين لترهيب أو تشتيت انتباه المفترس مؤقتًا. وهذا يمنح الفريسة فرصة للهروب. يُعد هذا السلوك رادعًا (مخيفًا) وليس تحذيريًا لأن هذه الحشرات مستساغة للحيوانات المفترسة، وبالتالي فإن الألوان التحذيرية ليست إنذارًا حقيقيًا بل خدعة.

#### التمويه الحركي
تتميز بعض الحيوانات المفترسة مثل الحمار الوحشي بنقوش متباينة الألوان يُعتقد أنها تساعد في إرباك الحيوانات المفترسة، مثل الأسود، خلال المطاردة. يزعم العلماء أن الخطوط العريضة لقطيع من الحمر الوحشي الجاري تجعل من الصعب على الحيوانات المفترسة تقدير سرعة الفريسة واتجاهها بدقة، أو تحديد حيوانات فردية، مما يمنح الفريسة فرصة أفضل للهروب. وبما أن أنماط التمويه الحركي (مثل خطوط الحمار الوحشي) تجعل الحيوانات أكثر صعوبة في الإمساك بها أثناء الحركة، ولكن يسهل اكتشافها عندما تكون ساكنة، فإن هناك توازن تطوري بين التمويه الحركي والتمويه التقليدي. وهناك أدلة على أن خطوط الحمار الوحشي يمكن أن توفر بعض الحماية من الذباب والحشرات اللاسعة.

### الحماية البدنية

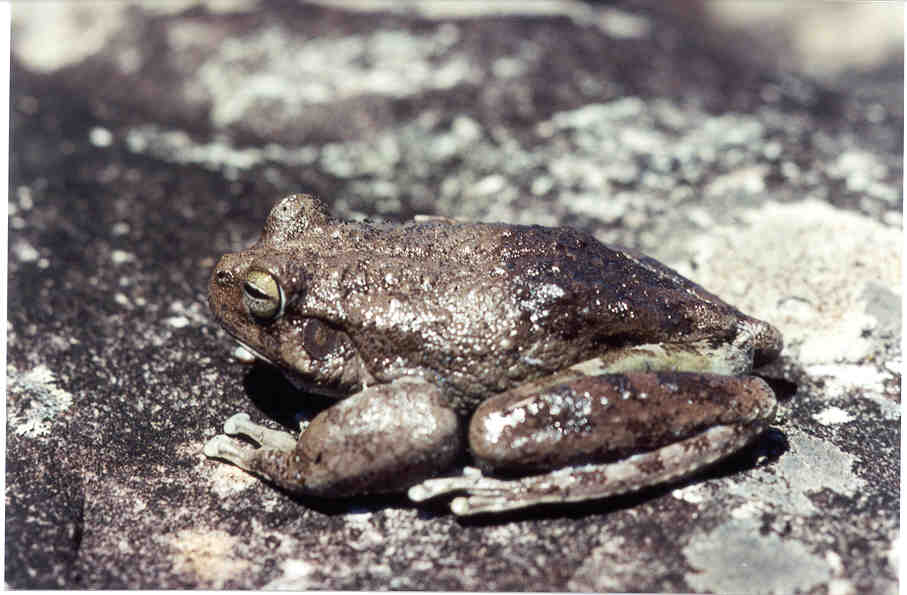
هذا الضفدع يغير لون جلده للتحكم في درجة حرارته.

يستخدم العديد من الحيوانات أصباغا داكنة مثل الميلانين في جلدها وعينيها وفروها لحماية نفسها من حروق الشمس (التلف الذي يصيب الأنسجة الحية بسبب الأشعة فوق البنفسجية). ومن الأمثلة الأخرى على الأصباغ الواقية من الضوء البروتينات الشبيهة بالبروتين الفلوري الأخضر في بعض الشعاب المرجانية. وهناك فرضية أيضًا بأن مركبات الريتزوستومين الموجودة في بعض أنواع قناديل البحر تساعد في حمايتها من أشعة فوق البنفسجية الضارة.

### تنظيم درجة الحرارة
بعض الضفادع، مثل ضفدع بوكرمانوهايلا (Bokermannohyla alvarengai) وهو نوع من الضفادع ينتمي إلى فصيلة الشرغوفيات. كما أنه ينتمي إلى طائفة البرمائيات، والتي تستحم بأشعة الشمس، تقوم بتفتيح لون جلدها عند ارتفاع درجة الحرارة (وتغمقه عند انخفاضها)، مما يجعل جلدها يعكس المزيد من الحرارة وبالتالي يتجنب ارتفاع درجة حرارته بشكل مفرط.

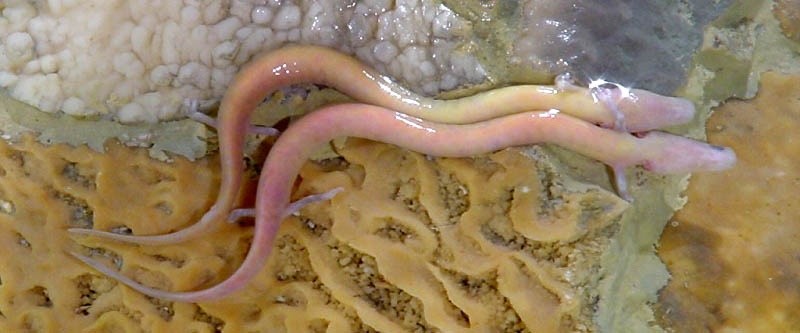
دم السمندل يجعله يبدو ورديًا

### التلوين العرضي
تكتسب بعض الحيوانات ألوانها بطريقة عفوية تمامًا بسبب وجود صبغات في دمها. على سبيل المثال، قد تكون البرمائيات مثل سمندل الكهوف الذي يعيش في الكهوف عديمة اللون إلى حد كبير حيث لا يلعب اللون أي دور في تلك البيئة المظلمة. لكنها تظهر بعض اللون الأحمر بسبب صبغة الهيم الموجودة في خلايا الدم الحمراء، وهي الصبغة المسؤولة عن نقل الأكسجين. كما تحتوي بشرتها على كمية قليلة من الريبوفلافين ذو اللون البرتقالي. يعاني المصابون بالمهق والأشخاص ذوي البشرة الفاتحة من لون مشابه لنفس السبب تمامًا.

## آليات إنتاج الألوان في الحيوانات

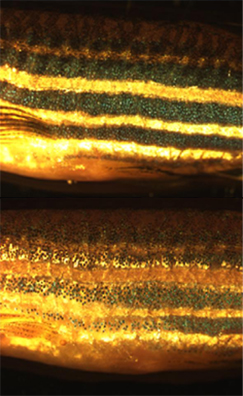
الجانب الأيسر لسمكة دانيو المخططة يظهر كيف تستجيب الخلايا الصبغية (البقع الداكنة) لـ24 ساعة في الظلام (أعلى) أو الضوء (أسفل).

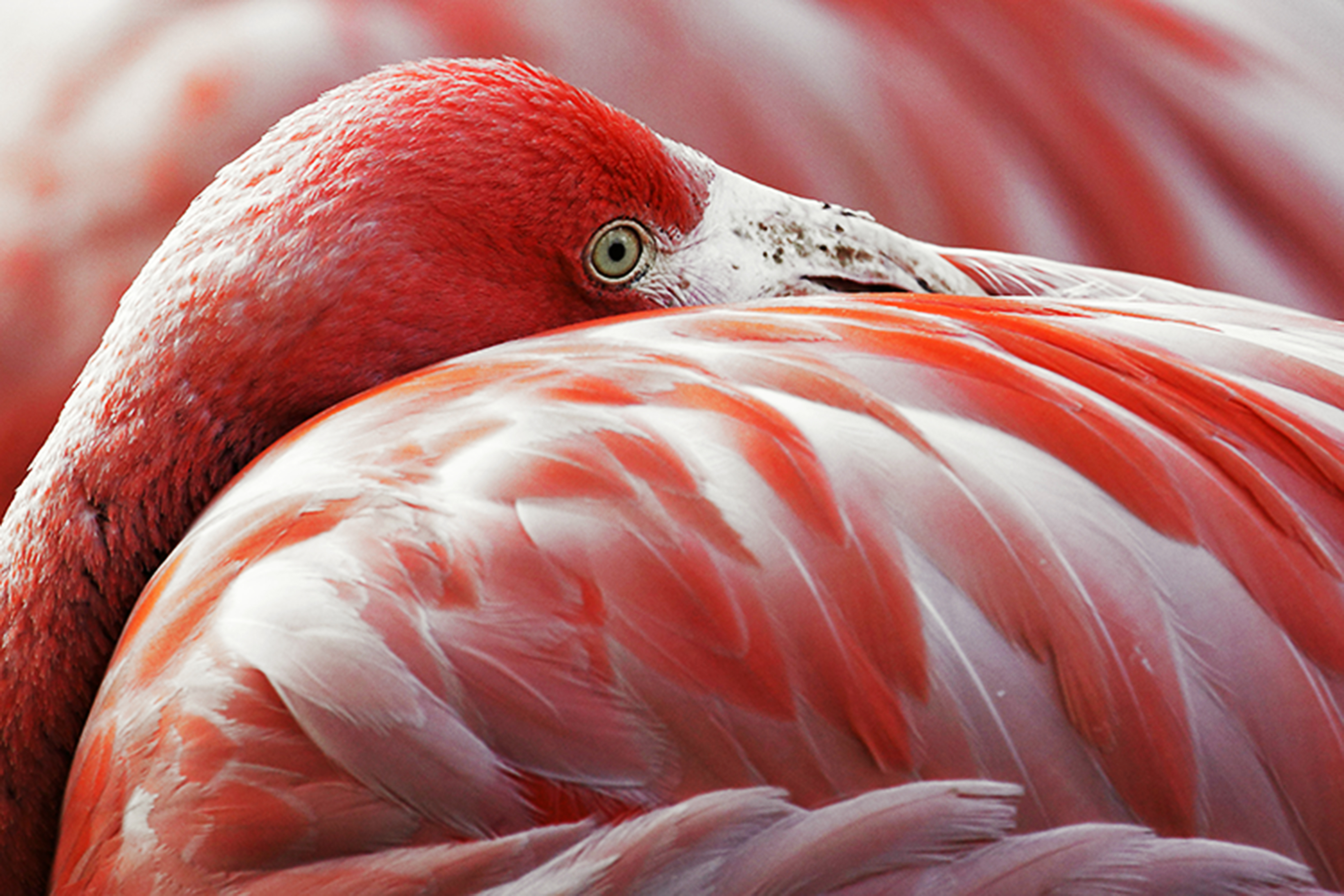
اللون الأحمر في ريش طائر النحام يأتي من نظامه الغذائي من الروبيان، الذي يحصل عليه بدوره من الطحالب المجهرية.

تتجلى ألوان الحيوانات نتيجة تداخل وتفاعل مجموعة رائعة من العناصر، تشمل الصبغات، الخلايا الصبغية (الكروماتينية)، التلون البنيوي والتلألئ الحيوي.

### التلوين بالصبغات
الأصباغ هي مواد كيماوية ملونة (مثل الميلانين) موجودة في أنسجة الحيوانات. على سبيل المثال، يكتسي ثعلب القطب الأبيض فراءً أبيضًا في الشتاء (يحتوي على القليل من الصبغة)، وفراءً بنيًا في الصيف (يحتوي على المزيد من الصبغة)، وهذا مثال على التمويه الموسمي (تعدد الصفات الظاهرية). العديد من الحيوانات، بما في ذلك الثدييات والطيور والبرمائيات، غير قادرة على تخليق معظم الأصباغ التي تلوّن فرائها أو ريشها، باستثناء الميلانين البني أو الأسود الذي يمنح العديد من الثدييات ألوانها الترابية. على سبيل المثال، فإن الأصفر اللامع لطائر الحسون الامريكي، والبرتقالي المذهل للطريطة المرقطة الحمراء الصغيرة، والأحمر الغامق لطائر الكاردينال، والوردي لطائر الفلامينجو، كلها ناتجة عن أصباغ الكاروتينات التي تصنعها النباتات. وفي حالة الفلامينغو، يأكل الطائر الروبيان الوردي، الذي لا يستطيع أيضًا تخليق الكاروتينات. يستمد الروبيان لون جسمه من الطحالب الحمراء المجهرية، والتي مثل معظم النباتات قادرة على صنع أصباغها الخاصة، بما في ذلك الكاروتينات و(الكلوروفيل) الأخضر. ومع ذلك، لا تصبح الحيوانات التي تأكل النباتات الخضراء خضراء، لأن الكلوروفيل لا ينجو من عملية الهضم.

### التلون المتغير بواسطة الخلايا الصبغية

الخلايا الصبغية (الميلانوفورات) لدى الأسماك والضفادع هي خلايا خاصة قادرة على تغيير لون الحيوان عن طريق توزيع أو تجميع حويصلات تحتوي على الصبغة.

الخلايا الصبغية هي خلايا خاصة تحتوي على أصباغ تتحكم في لون وجِلد الحيوان. قد يتغير حجم هذه الخلايا، لكن في الغالب تحتفظ بحجمها الأساسي وتسمح للأصباغ بداخلها بالتحرك والتوزيع بطرق مختلفة، ما يؤدي إلى تنوع ألوان الحيوان ونقوشه. يمكن للخلايا الصبغية أن تستجيب للتغيرات الهرمونية والعصبية، كما يمكنها الاستجابة بشكل مباشر للضوء المرئي، والأشعة فوق البنفسجية، درجة الحرارة، التغيرات في مستوى الحموضة، والمواد الكيميائية، وغيرها. يُسمى التحكم الإرادي بالخلايا الصبغية بـ "التحول اللوني". على سبيل المثال، يمكن للحبار والحرباء تغيير مظهرهما بسرعة كبيرة إما للتمويه أو للإرسال الإشارات، كما لاحظ أرسطو لأول مرة منذ أكثر من 2000 عام:
الأخطبوط... يبحث عن فريسته عن طريق تغيير لونه ليصبح مشابهًا للون الحجارة المحيطة به. يفعل ذلك أيضًا عندما يشعر بالقلق.

ـــــ أرسطو
عندما تجد رخويات رأسيات الأرجل مثل الحبار والسبيدج نفسها أمام خلفية مضيئة، فإنها تقوم بتقلّص العديد من خلاياها الصبغية، مما يجعل الصبغة تتركّز في مساحة أصغر، وينتج عن ذلك نمط من النقاط الصغيرة الكثيفة، لكن المتباعدة على نطاق واسع، بحيث تبدو فاتحة اللون. أما عند دخولها بيئة أغمق، فإنها تسمح لخلاياها الصبغية بالتوسع، مما يخلق نمطًا من البقع الداكنة الأكبر، ويجعل أجسامها تبدو داكنة اللون. أما البرمائيات مثل الضفادع، فلديها ثلاثة أنواع من خلايا الخلايا الصبغية النجمية الشكل في طبقات منفصلة من جلدها. تحتوي الطبقة العلوية على 'الزانثوسفورات' التي تحتوي على أصباغ برتقالية أو حمراء أو صفراء. بينما تحتوي الطبقة الوسطى على 'الإيروفورات' التي تحتوي على صبغة فضية تعكس الضوء. بينما تحتوي الطبقة السفلية على 'الميلانوفورات' التي تحتوي على الميلانين الداكن.

### التلون البنيوي

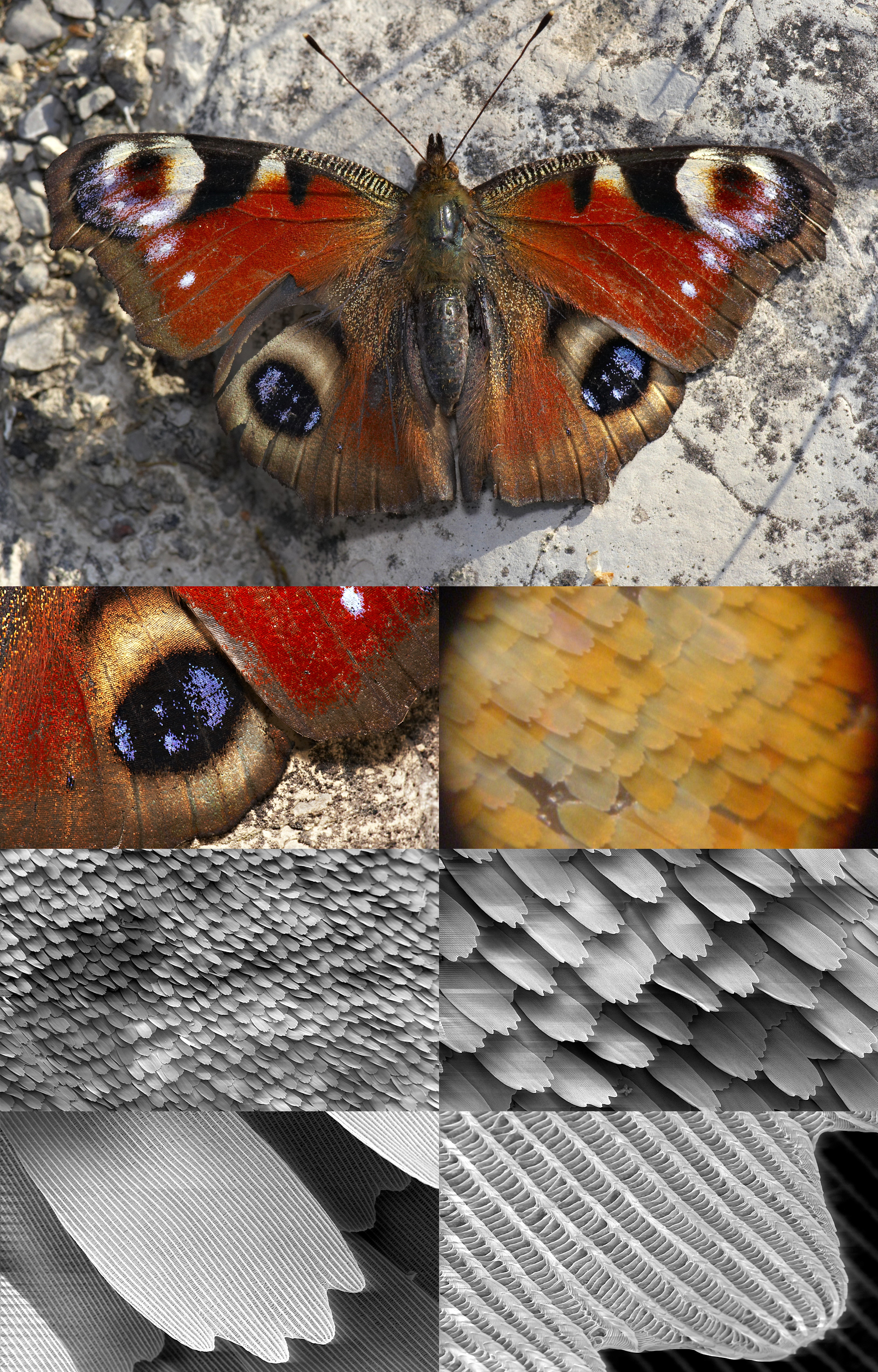
عند النظر إلى جناح فراشة بتكبيرات مختلفة، نكتشف بنية دقيقة من مادة الكيتين تعمل كشبكة حيود، مما ينتج عنه تأثيرات بصرية مذهلة.

بينما لا تستطيع العديد من الحيوانات تكوين أصباغ الكاروتينويد لإنتاج الأسطح الحمراء والصفراء، فإن الألوان الخضراء والزرقاء لريش الطيور وقشور الحشرات لا تنتج عادةً من الأصباغ على الإطلاق، بل من التلوين البنيوي. يعني التلوين البنيوي إنتاج اللون عن طريق أسطح مجهرية دقيقة الهيكل كافية للتداخل مع الضوء المرئي، وأحيانًا بالاشتراك مع الأصباغ: على سبيل المثال، ريش ذيل الطاووس مصبوغ باللون البني، لكن تركيبته تجعله يبدو باللون الأزرق والفيروزي والأخضر. يمكن أن ينتج التلوين البنيوي أكثر الألوان إشراقًا، وغالبًا ما يكون قزحيًا. على سبيل المثال، اللمعان الأزرق / الأخضر على ريش الطيور مثل البط، والألوان الأرجواني / الأزرق / الأخضر / الأحمر للعديد من الخنافس والفراشات يتم إنشاؤها بواسطة التلوين البنيوي. تستخدم الحيوانات عدة طرق لإنتاج اللون البنيوي.

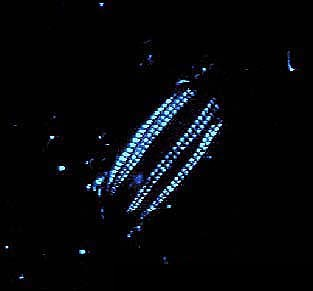
قنديل البحر الممشط متباين حيويًا.

| الآلية                  | البنية                                              | امثلة عليها                                               |
| ----------------------- | --------------------------------------------------- | --------------------------------------------------------- |
| محزز الحيود             | تتكون من طبقات من الكيتين والهواء                   | تنتج الألوان المتلألئة في أجنحة الفراشات وريش الطاووس     |
| محزز الحيود             | صفوف كيتينية على شكل شجرة                           | تنتج الألوان البنيوية في أجنحة فراشة مورفة                |
| مرايا انتقائية          | الحُفر الدقيقة بحجم الميكرون المبطنة بطبقات الكيتين  | توجد في قشور أجنحة فراشة زعنفة الزمرد (Papilio palinurus) |
| البلورات الفوتونية      | هياكل مجهرية مكونة من صفوف منتظمة من ثقوب نانومترية | أجنحة فراشة قلب البقر(Cattleheart)                        |
| ألياف بلورية            | صفوف سداسية من نانوالياف مجوفة                      | أشواك قنفذ البحر(Aphrodita)                               |
| مصفوفات مشوهة           | قنوات نانوية عشوائية في الكيراتين الشبيه بالإسفنج   | الأزرق غير البراق للمكاو الأزرق الأصفر                    |
| بروتينات قابلة للانعكاس | بروتينات ريفليكتين يتحكم فيها الشحن الكهربائي       | خلايا إيردوفور في جلد حبار نوع (Doryteuthis pealeii)      |

### الإضاءة الحيوية
الإضاءة الحيوية هو إنتاج الضوء، مثل الذي يحدث في أعضاء إصدار الضوء لدى الحيوانات البحرية، وفي ذيول سراج الليل واليراعات يحرر التلألئ الحيوي، مثل أشكال أخرى من عملية الأيض، الطاقة المستمدة من الطاقة الكيميائية للطعام. يتفاعل صبغة اللوسيفرين بفعل إنزيم اللوسيفراز مع الأكسجين، وينتج الضوء. الكائنات الهلامية الممشطة مثل المشطيات متبايضة حيويا، حيث تخلق ضوءًا أزرقًا وأخضرًا، خاصة عند تعرضها للضغط؛ وعند إزعاجها، تفرز حبرًا يتوهج بنفس الألوان. نظرًا لأن الكائنات الهلامية الممشطة ليست حساسة جدًا للضوء، فمن غير المحتمل أن يُستَخدم تلألئها الحيوي للإشارة إلى أفراد آخرين من نفس النوع (على سبيل المثال لجذب رفقاء أو صدّ المنافسين)؛ والأرجح أن يساعد الضوء على تشتيت انتباه الحيوانات المفترسة أو الطفيليات. بعض أنواع الحبار لديها أعضاء تنتج الضوء (أجهزة إصدار الضوء) منتشرة في جميع أنحاء جوانبها السفلية والتي تخلق توهجًا متلألئًا. يوفر هذا تمويهًا إضاءة عكسية، ويمنع ظهور الحيوان كشكل مظلم عند رؤيته من الأسفل. تحتوي بعض أنواع أسماك أبو الشص في أعماق البحار - حيث يكون الظلام شديدًا بحيث لا يمكن الصيد بالبصر - على بكتيريا تكافلية في "الطُعم" على "صنارات الصيد" الخاصة بها. تبعث هذه البكتيريا الضوء لجذب الفرائس.